# 김준엽 (축구 선수)
김준엽(한국 한자: 金俊燁, 1988년 5월 10일 ~ )은 대한민국의 축구 선수이며 포지션은 수비수이다. 현재 K리그1 인천 유나이티드에서 활약하고 있다.

## 클럽 경력
2010 K리그 드래프트에서 제주 유나이티드에 지명되어 제주에 입단하였으나 3시즌 간 큰 두각을 나타내지는 못하였다.
2013년 K리그 챌린지로 강등된 광주 FC로 이적하여 주전으로 활약하며 리그 29경기 5골을 기록하였다.
2014년 경남 FC로 이적하며 1년 만에 다시 K리그 클래식 무대로 복귀하였다.
2018시즌을 앞두고 부천 FC 1995에 입단했다. 2018년 9월 16일 열린 부산 아이파크와의 경기에서 부처 입단 후 첫 골을 넣었다. 2018시즌 부천에서 주전으로 활약하며 31경기 출전 1골의 기록을 남겼다.
2019시즌을 앞두고 대구 FC로 이적했다.
2020시즌을 앞두고 인천 유나이티드에 입단했다.

## 수상

### 클럽
안산 무궁화 FC
- K리그 챌린지 : 우승 (2016)

 경남 FC
- K리그 챌린지 : 우승 (2017)